# Gibbula
Gibbula Risso, 1826 è un genere di molluschi gasteropodi marini della famiglia Trochidae.

## Specie
Comprende le seguenti specie:.
- Gibbula ahena  Preston, 1908
- Gibbula albida (Gmelin, 1791)
- † Gibbula anodosula Sacco, 1896
- Gibbula ardens (Von Salis, 1793)
- Gibbula aurantia  F. Nordsieck, 1975
- Gibbula beckeri  G. B. Sowerby III, 1901
- Gibbula benzi  (F. Krauss, 1848)
- Gibbula blanfordiana  G. Nevill & H. Nevill, 1869
- † Gibbula brebioni  Landau, Van Dingenen & Ceulemans, 2017 †
- Gibbula candei (d'Orbigny, 1844)
- Gibbula capensis  (Gmelin, 1791)
- Gibbula cicer  (Menke, 1844)
- † Gibbula clanculiforma  Landau, Van Dingenen & Ceulemans, 2017
- Gibbula clandestina  Rolán & Templado, 2001
- † Gibbula conicomagus  Landau, Van Dingenen & Ceulemans, 2017
- Gibbula corallioides  Locard, 1898
- Gibbula delgadensis Nordsieck, 1982
- Gibbula denizi  Rolán & Swinnen, 2013
- Gibbula deversa Milaschewitsch, 1916
- Gibbula drepanensis (Brugnone, 1873)
- Gibbula dupontiana  G. Nevill & H. Nevill, 1869
- Gibbula eikoae  Poppe, Tagaro & Dekker, 2006
- † Gibbula euomphala  (Philippi, 1836)
- Gibbula fanulum (Gmelin, 1791)
- † Gibbula filiformis  (de Rayneval, Van den Hecke & Ponzi, 1854)
- Gibbula guishanensi s W.-D. Chen & I-F. Fu, 2008
- Gibbula guttadauri (Philippi, 1836)
- Gibbula hisseyiana  (Tenison Woods, 1876)
- Gibbula houarti  Poppe, Tagaro & Dekker, 2006
- Gibbula joubini  Dautzenberg, 1910
- Gibbula leucophaea (Philippi, 1836)
- Gibbula loculosa  Gould, 1861
- Gibbula magus (Linnaeus, 1758)
- † Gibbula marianae  Landau, Van Dingenen & Ceulemans, 2017
- Gibbula massier i Rolán & Zettler, 2010
- † Gibbula megamagus  Cossmann, 1918
- † Gibbula mirabilis  (Deshayes, 1863)
- Gibbula multicolor   (F. Krauss, 1848)
- † Gibbula parnensis  (Bayan, 1870)
- Gibbula philberti (Récluz, 1843)
- † Gibbula provosti  Ceulemans, Van Dingenen & Landau, 2016
- Gibbula racketti (Payraudeau, 1826)
- † Gibbula saeniensis  Chirli & Micali, 2003
- Gibbula  sementis  Rolán & Templado, 2001
- Gibbula senegalensis  Menke, 1853
- Gibbula spurca (Gould, 1856)
- Gibbula stoliczkana  G. Nevill & H. Nevill, 1869
- Gibbula subplicata  G. Nevill & H. Nevill, 1869
- Gibbula tantilla Monterosato, 1890
- † Gibbula tindayaensis  Martín-González & Vera-Peláez, 2018
- Gibbula tingitana Pallary, 1901
- Gibbula tryoni  Pilsbry, 1890
- Gibbula tumida (Montagu, 1803)
- Gibbula turbinoides (Deshayes, 1835)
- Gibbula vanwalleghemi  Poppe, Tagaro & Dekker, 2006
- Gibbula verdensis   Rolán & Templado, 2001
- Gibbula vimontiae Monterosato, 1884
- Gibbula zonata  (W. Wood, 1828)